# 新場西能登呂岬線
新場西能登呂岬線（しんばにしのとろみさきせん）は、かつて樺太に存在した樺太庁道であり、大泊郡千歳村から本斗郡好仁村を結んでいた。

## 概要
- 総延長 130.2km
- 幅員 最幅 7.3m 最狭 3.6m
- 南樺鉄道の路線バスが走っていた。

## 経由地
- 大泊郡千歳村 - 留多加郡留多加町 - 三郷村 - 能登呂村 - 本斗郡好仁村

## 接続道路
- 大泊郡千歳村
  - 大泊国境線

- 留多加郡留多加町
  - 留多加蘭泊線
  - 豊原留多加線

- 留多加郡三郷村
  - 多蘭内大豊上流線

- 本斗郡好仁村
  - 本斗西能登呂岬線